# Калвари (Ђенова)
Калвари је насеље у Италији у округу Ђенова, региону Лигурија.
Према процени из 2011. у насељу је живело 502 становника. Насеље се налази на надморској висини од 51 м.